# Michael Troy
Michael Francis Troy, detto Mike (Indianapolis, 3 ottobre 1940 – 3 agosto 2019) è stato un nuotatore statunitense.
Specializzato nella farfalla, ha vinto due medaglie d'oro ai Giochi olimpici di Roma 1960: nei 200 m farfalla e nella staffetta 4x200 m sl.
È uno dei Membri dell'International Swimming Hall of Fame
È stato primatista mondiale dei 200 m farfalla e delle staffette 4x200 m sl e 4x100 m mista.

## Palmarès
- Olimpiadi

Roma 1960: oro nei 200 m farfalla e nella staffetta 4x200 m sl.
- Giochi panamericani

1959 - Chicago: argento nei 200 m farfalla.